# Impatiens mananteninae
Impatiens mananteninae är en balsaminväxtart som beskrevs av Fischer och Rahelivololona. Impatiens mananteninae ingår i släktet balsaminer, och familjen balsaminväxter. Inga underarter finns listade i Catalogue of Life.